# Ruch Obrony Praw Człowieka i Obywatela
Ruch Obrony Praw Człowieka i Obywatela (ROPCiO) – polska centroprawicowa organizacja antykomunistyczna i niepodległościowa, powołana 25 marca 1977.

## Geneza
We wrześniu 1975 roku, pod wpływem podpisania Aktu Końcowego KBWE w Helsinkach, na zebraniu Konwentu (uczestniczyli: Leszek Moczulski, Romuald Szeremietiew i Andrzej Szomański) podjęto decyzję o rozpoczęciu prac nad powołaniem jawnej organizacji, mającej na celu obronę praw człowieka w PRL. Miał to być etap na drodze do stworzenia jawnej, niepodległościowej partii politycznej.
Na przełomie 1975 i 1976 na spotkaniu, w którym uczestniczyli Andrzej Czuma, Maciej Grzywaczewski, Leszek Moczulski i Adam Wojciechowski, zapadła decyzja o utworzeniu tajnego Nurtu Niepodległościowego (NN). Przyjęto też radykalną deklarację programową „U progu”, która służyła integracji środowiska niepodległościowego (jego wstępną wersję opracowali: Aleksander Hall, Piotr Dyk i Grzegorz Grzelak).
Latem 1976 roku Leszek Moczulski opracował program minimum, tzw. „Program 44".
Wczesną jesienią 1976 roku na zebraniu NN w Warszawie nieformalnie wybrane zostało kierownictwo NN zwane Rombem (A. Czuma, Jan Dworak, M. Grzywaczewski i Leszek Moczulski).
Kolejnym etapem zacieśniania współpracy środowisk niepodległościowych było pismo U progu, wydawane od października 1976 roku.
W grudniu 1976 roku Leszek Moczulski opracował kolejny tekst, „Memoriał”, który był skierowany do władz PRL.
W październiku 1976 roku Aniela Steinsbergowa, Jan Olszewski i Józef Rybicki rozważali powołanie Komitetu Obrony Praw Człowieka, który działałby na rzecz realizacji zasad Deklaracji Praw Człowieka, utrzymując kontakt z organizacjami tego typu z zagranicy. Projekt zakładał utworzenie organizacji o składzie i celach szerszych niż KOR, jednak z włączeniem jego członków. Od stycznia 1977 roku Andrzej Czuma, Leszek Moczulski, Adam Wojciechowski i Emil Morgiewicz prowadzili rozmowy z przedstawicielami KOR – Jackiem Kuroniem, Janem Józefem Lipskim, Antonim Macierewiczem i Piotrem Naimskim.
Rozmowy te załamały się 25 marca 1977 roku.

## Działalność
Pierwszy oficjalny dokument Ruchu, Apel do społeczeństwa polskiego, podpisało 18 osób: gen. Mieczysław Boruta-Spiechowicz, Andrzej Czuma, Karol Głogowski, Kazimierz Janusz, Stefan Kaczorowski, Leszek Moczulski, Marek Myszkiewicz-Niesiołowski, Antoni Pajdak, ks. Bohdan Papiernik, Zbigniew Sekulski, Zbigniew Siemiński, Bogumił Studziński, Piotr Typiak, o. Ludwik Wiśniewski OP, Adam Wojciechowski, Andrzej Woźnicki, ks. Jan Zieja, Wojciech Ziembiński. Cztery z wymienionych wyżej osób były równocześnie członkami KOR. Dwie z nich – ks. Zieja i Antoni Pajdak – później wycofały swoje podpisy. Współzałożycielem organizacji był także cichociemny Marian Gołębiewski.
26 marca 1977 roku podpisany Apel złożono w kancelarii prymasa Polski. Tego samego dnia, na konferencji prasowej w mieszkaniu A. Pajdaka, L. Moczulski poinformował dziennikarzy o utworzeniu ROPCiO. W konferencji brali udział także E. Morgiewicz, A. Wojciechowski i W. Ziembiński.
Ruch nie był stowarzyszeniem, nie posiadał statutu, władz ani członkostwa. O uczestnictwie w nim decydowało samookreślenie. Na jego czele stali dwaj rzecznicy: Andrzej Czuma i Leszek Moczulski. Taka formuła ułatwiała działanie, utrudniała represje, ale także umożliwiała łatwą infiltrację Ruchu przez agentów nasyłanych przez Służbę Bezpieczeństwa PRL.
Liczebność ROPCiO w chwili jego powstania szacuje się na 80-120 osób. Były to głównie osoby należące do tajnego Nurtu Niepodległościowego.
Deklarowanym celem ROPCiO było wymuszenie na władzach PRL przestrzegania ratyfikowanych przez Radę Państwa PRL na początku marca 1977 roku Międzynarodowych Paktów Praw Człowieka i Obywatela.
Jedną z form działania ROPCiO były oficjalne dokumenty – apele, deklaracje, listy otwarte itp (np. Deklaracja o wolności słowa, List otwarty do Sejmu PRL w sprawie wolności sumienia i wyznania, List otwarty do Sejmu, Rady Państwa PRL i Rady Ministrów PRL dotyczący przestrzegania w Polsce postanowień KBWE). Były one drukowane w dużych nakładach i rozprowadzane wśród społeczeństwa.
ROPCiO wydawał „Opinię” – pierwszy nielegalny periodyk w PRL z jawnie podanymi nazwiskami i adresem redakcji. Organizatorami jego sieci kolportażu byli: cichociemny Marian Gołebiewski oraz Piotr Krawczyk. Z czasem ROPCiO inicjował wydawanie wielu innych pism podziemnych („Aspekt”, Bratniak, Droga, Gazeta Polska, „Gospodarz”, Interpelacje, Kronika Lubelska, Opinia Krakowska, Ruch Związkowy, Rzeczpospolita, Uczeń Polski, Wiadomości Naukowe, Wolne słowo).
Uczestnicy ROPCiO zakładali punkty konsultacyjno-informacyjne w swoich prywatnych mieszkaniach. W początkach 1978 roku było ich 12 (powstały kolejno: w Łodzi, Warszawie, w Poznaniu, w Katowicach, w Przemyślu, w Bydgoszczy, w Lublinie, w Szczecinie, w Krakowie, w Gdańsku, we Wrocławiu, w Zamościu). Udzielały one pomocy osobom prześladowanym przez instytucje państwowe, organizowały akcje informacyjne i polityczne.
Była to struktura niezależna od władz, która – po raz pierwszy od lat 40. – rzeczywiście ogarniała cały kraj.
Formą działania ROPCiO były też kluby swobodnej dyskusji, w ramach których odbywały się wykłady na tematy historyczne i polityczne. W kwietniu 1978 było ich 7 (powstały kolejno: w Lublinie, w Gdańsku, w Łodzi, w Szczecinie, w Poznaniu, we Wrocławiu, w Warszawie).
ROPCiO inspirowało lub wspierało tworzenie innych niezależnych od władz organizacji. Z inicjatywy działaczy ROPCiO powstał w Katowicach Komitet Założycielski Wolnych Związków Zawodowych. Uczestnicy krakowskiego ROPCiO powołali na wiosnę 1978 roku Instytut Katyński.
W połowie 1978 roku liczbę uczestników ROPCiO szacuje się już na ok. 200-250 osób.
Stosunki między ROPCiO a KOR (potem KSS KOR) były napięte, co było wynikiem m.in. działań SB. W szczególności członkowie KOR sugerowali, że Ruch może być prowokacją Służby Bezpieczeństwa. Tajne służby PRL podejmowały też działania mające na celu dezintegrację wewnątrz ROPCiO.
Narastający konflikt A.Czuma – L.Moczulski doprowadził do samorozwiązania NN na zebraniu 25 maja 1978 roku.
W czasie III Spotkania Ogólnopolskiego uczestników ROPCiO (10 czerwca 1978 roku w Zalesiu Górnym) zapoczątkowany został rozłam w ROPCiO. A. Czuma doprowadził do usunięcia L. Moczulskiego z redakcji Opinii.
Konflikt w Ruchu zahamował jego rozwój.
We wrześniu 1978 roku część gdańskich, warszawskich, krakowskich i łódzkich działaczy ROPCiO utworzyła Zespoły Inicjatywy Obywatelskiej.
11 listopada 1978 roku uczestnicy ROPCiO (z obu odłamów) zorganizowali pierwsze od lat 40. niezależne od władz publiczne obchody Święta Niepodległości. Po mszach świętych w katedrach kilkutysięczne pochody przeszły ulicami Warszawy, Krakowa i Gdańska. Służby porządkowe nie interweniowały.
Rozłam w ROPCiO przypieczętowały zorganizowane oddzielnie w Warszawie IV Spotkanie Ogólnopolskie ROPCiO zwolenników A. Czumy (9 i 10 grudnia 1978 r.) oraz V Spotkanie Ogólnopolskie zwolenników L. Moczulskiego (10 grudnia 1978 r.)
W czerwcu 1979 środowisko ROPCiO w Krakowie wspólnie z Akcją na rzecz Niepodległości zorganizowało na Błoniach „akcję balonową”: gdy Jan Paweł II pojawił przy ołtarzu, dwa balony meteorologiczne z papieskim herbem i z wizerunkiem orła w koronie majestatycznie uniosły się w górę. Był to najbardziej widoczny przejaw działalności opozycji w czasie 1. podróży apostolskiej Jana Pawła II.
W 1979 roku z grupy A. Czumy wyodrębnił się Komitet Porozumienia na rzecz Samostanowienia Narodu. Powstała też autonomiczna grupa, która założyła wydawnictwo Biblioteka Historyczna i Literacka. Pozostała część skupiona wokół Andrzeja Czumy nawiązała współpracę z KSS KOR.
W 1979 roku z ZInO wyłoniły się trzy organizacje: Konfederację Polski Niepodległej, Ruch Młodej Polski i Ruch Wolnych Demokratów. Dwie pierwsze okazały się najbardziej trwałym dziedzictwem ROPCiO.
11 listopada 1979 roku ROPCiO (grupa A. Czumy) wraz z KSS KOR, a także KPN zorganizowali w Warszawie obchody rocznicy odzyskania niepodległości przez II RP. Wcześniej SB zatrzymała prewencyjnie część działaczy (w tym Leszka Moczulskiego). Za kierowanie kilkutysięczną manifestacją trzej uczestnicy ROPCiO (Andrzej Czuma, Jan Janowski i Wojciech Ziembiński) oraz Bronisław Komorowski skazani zostali przez Sąd Rejonowy w Warszawie pod przewodnictwem sędziego Andrzeja Kryżego na karę aresztu zasadniczego w wymiarze odpowiednio: trzech miesięcy i miesiąca. W maju 2009 r. sąd Apelacyjny w Warszawie przyznał A. Czumie 25 tys. złotych zadośćuczynienia i odszkodowania za to aresztowanie (sam pokrzywdzony domagał się 700 tys. zł).
Mniejsze manifestacje odbyły się 11 listopada 1979 roku w Gdańsku (organizowane przez RMP), w Krakowie (współorganizowane przez KPN i SKS) oraz w Lublinie.
W grudniu 1979 roku RMP oraz WZZ zorganizowali kilkutysięczną manifestację upamiętniającą 9 rocznicę Grudnia 1970 roku.
W styczniu 1980 roku odbyło się VI Spotkanie Ogólnopolskie ROPCiO (grupa A. Czumy). Spotkanie było odbiciem głębokiego kryzysu wewnętrznego tego środowiska.
W okresie od Sierpnia 1980 roku do 13 grudnia 1981 roku głównym przejawem działalności ROPCiO (grupa A. Czumy) było wydawanie pism Opinia oraz Gospodarz.